# Isotopes du chlore
Le chlore (Cl, numéro atomique 17) possède 24 isotopes connus, de nombre de masse variant entre 28 et 51, ainsi que deux isomères nucléaires, 34mCl et 38mCl. Parmi eux, les deux principaux sont les isotopes stables 35Cl (75,77 %) et 37Cl (24,23 %), présents en proportion relative 37,885:12,115, respectivement, permettant d'attribuer au chlore une masse atomique standard de 35,453(2) u
Le radioisotope du chlore à la plus longue durée de vie est 36Cl avec une demi-vie de 301 000 années. Tous les autres radioisotopes ont des demi-vies inférieures à une heure, et la plupart d'entre eux inférieures à une seconde. Les isotopes à durée de vie la plus courte sont 29Cl et 30Cl, avec des demi-vies inférieures respectivement à 20 et 30 nanosecondes, la durée de demi-vie de 28Cl étant pour l'instant inconnue. Les trois isotopes les plus légers se désintègrent par émission de proton, ceux plus lourds (mais toujours plus légers que les isotopes stables) principalement par émission de positron (désintégration β+), tous en isotopes du soufre. Les isotopes plus lourds que les isotopes stables et le chlore 36 principalement ou exclusivement par désintégration β− en isotopes de l'argon.

## Isotopes notables

### Chlore naturel
Le chlore naturel est constitué des deux isotopes stables 35Cl (~3/4 du chlore) et 37Cl  (~1/4) et de traces du radioisotope cosmogénique 36Cl.
| Isotope | Abondance (pourcentage molaire) | Gamme de variations |
| ------- | ------------------------------- | ------------------- |
| 35Cl    | 0,7576(10)                      | 0,75644 - 0,75923   |
| 36Cl    | Trace                           | approx. 7 × 10−13   |
| 37Cl    | 0,2424(10)                      | 0,24077 - 0,24356   |

### Chlore 35
Le chlore 35 (35Cl) est l'isotope du chlore dont le noyau est constitué de 17 protons et de 18 neutrons. C'est un isotope stable du chlore représentant 75,78 % de l'isotope présent sur Terre. Il présente la particularité d'avoir une section efficace de capture aux neutrons thermique assez élevée : 44 barns ce qui associé à celle du chlore 37 (0,43 barns) confère au chlore naturel une section efficace de 33,45 barn. Le chlore naturel est ainsi un absorbeur de neutrons.

### Chlore 36
Le chlore 36 (36Cl) est l'isotope du chlore dont le noyau est constitué de 17 protons et de 19 neutrons. C'est un radioisotope du chlore avec une demi-vie de 301 000 années existant à l'état de traces dans l'environnement, dans un ratio d'environ 7 × 10−13 pour 1 avec les isotopes stables. 36Cl est produit dans l'atmosphère par spallation de 36Ar par interaction avec les protons des rayons cosmiques. En environnement souterrain, 36Cl est principalement produit par capture neutronique de 35Cl ou capture muonique de 40Ca. 
36Cl se désintègre principalement par désintégration β− en 36Ar (98,1 %), mais aussi par désintégration ε en 36S (1,9 %) pour une demi-vie globale de 308 000 années. La demi-vie de cet isotope hydrophile non-réactif le rend utile pour la radiodatation pour une gamme allant de 60 000 à 1 million d'années.
De plus, de grandes quantités de 36Cl ont été produites par irradiation de l'eau de mer durant les tirs sous-marins des armes nucléaires, depuis le tir Baker de l'opération Crossroads en juillet 1946 et surtout entre 1952 et 1958. Le temps de séjour de 36Cl dans l'atmosphère est d'environ une semaine. Ainsi, comme marqueur évènementiel des années 1950 dans les sols et les eaux souterraines, le 36Cl est également utile pour dater les eaux de moins de 50 ans. Le 36Cl a été utilisé dans d'autres secteurs des sciences géologiques, comme la datation de la glace et des sédiments. L'isotope Cl-36 a un spin nucléaire de 2, ce qui permet d'utiliser efficacement la méthode RMN pour sa recherche .

### Chlore 37
Le chlore 37 (37Cl) est l'isotope du chlore dont le noyau est constitué de 17 protons et de 20 neutrons. C'est un isotope stable du chlore représentant 24,22 % de l'isotope présent sur Terre. Il est notamment utilisé dans la détection des neutrinos.

## Table des isotopes
| Symbole de l'isotope | Z (p)                | N (n)                | masse isotopique (u) | Demi-vie          | Mode(s) de désintégration, | Isotope(s) fils | Spin nucléaire |
| Symbole de l'isotope | Énergie d'excitation | Énergie d'excitation | Énergie d'excitation | Demi-vie          | Mode(s) de désintégration, | Isotope(s) fils | Spin nucléaire |
| -------------------- | -------------------- | -------------------- | -------------------- | ----------------- | -------------------------- | --------------- | -------------- |
| 28Cl                 | 17                   | 11                   | 28,02851(54)#        |                   | p                          | 27S             | (1+)#          |
| 29Cl                 | 17                   | 12                   | 29,01411(21)#        | <20 ns            | p                          | 28S             | (3/2+)#        |
| 30Cl                 | 17                   | 13                   | 30,00477(21)#        | <30 ns            | p                          | 29S             | (3+)#          |
| 31Cl                 | 17                   | 14                   | 30,99241(5)          | 150(25) ms        | β+ (99,3 %)                | 31S             | 3/2+           |
| 31Cl                 | 17                   | 14                   | 30,99241(5)          | 150(25) ms        | β+, p (0,7 %)              | 30P             | 3/2+           |
| 32Cl                 | 17                   | 15                   | 31,985690(7)         | 298(1) ms         | β+ (99,92 %)               | 32S             | 1+             |
| 32Cl                 | 17                   | 15                   | 31,985690(7)         | 298(1) ms         | β+, α (0,054 %)            | 28Al            | 1+             |
| 32Cl                 | 17                   | 15                   | 31,985690(7)         | 298(1) ms         | β+, p (0,026 %)            | 31P             | 1+             |
| 33Cl                 | 17                   | 16                   | 32,9774519(5)        | 2,511(3) s        | β+                         | 33S             | 3/2+           |
| 34Cl                 | 17                   | 17                   | 33,97376282(19)      | 1,5264(14) s      | β+                         | 34S             | 0+             |
| 34mCl                | 146,36(3) keV        | 146,36(3) keV        | 146,36(3) keV        | 32,00(4) min      | β+ (55,4 %)                | 34S             | 3+             |
| 34mCl                | 146,36(3) keV        | 146,36(3) keV        | 146,36(3) keV        | 32,00(4) min      | TI (44,6 %)                | 34Cl            | 3+             |
| 35Cl                 | 17                   | 18                   | 34,96885268(4)       | Stable            | Stable                     | Stable          | 3/2+           |
| 36Cl                 | 17                   | 19                   | 35,96830698(8)       | 3,01(2) × 105 a   | β− (98,1 %)                | 36Ar            | 2+             |
| 36Cl                 | 17                   | 19                   | 35,96830698(8)       | 3,01(2) × 105 a   | ε (1,9 %)                  | 36S             | 2+             |
| 37Cl                 | 17                   | 20                   | 36,96590259(5)       | Stable            | Stable                     | Stable          | 3/2+           |
| 38Cl                 | 17                   | 21                   | 37,96801043(10)      | 37,24(5) min      | β−                         | 38Ar            | 2-             |
| 38mCl                | 671,361(8) keV       | 671,361(8) keV       | 671,361(8) keV       | 715(3) ms         | TI                         | 38Cl            | 5-             |
| 39Cl                 | 17                   | 22                   | 38,9680082(19)       | 55,6(2) min       | β−                         | 39Ar            | 3/2+           |
| 40Cl                 | 17                   | 23                   | 39,97042(3)          | 1,35(2) min       | β−                         | 40Ar            | 2-             |
| 41Cl                 | 17                   | 24                   | 40,97068(7)          | 38,4(8) s         | β−                         | 41Ar            | (1/2+,3/2+)    |
| 42Cl                 | 17                   | 25                   | 41,97325(15)         | 6,8(3) s          | β−                         | 42Ar            |                |
| 43Cl                 | 17                   | 26                   | 42,97405(17)         | 3,07(7) s         | β− (>99,9 %)               | 43Ar            | 3/2+#          |
| 43Cl                 | 17                   | 26                   | 42,97405(17)         | 3,07(7) s         | β−, n (< 0,1 %)            | 42Ar            | 3/2+#          |
| 44Cl                 | 17                   | 27                   | 43,97828(12)         | 0,56(11) s        | β− (92 %)                  | 44Ar            |                |
| 44Cl                 | 17                   | 27                   | 43,97828(12)         | 0,56(11) s        | β−, n (8 %)                | 43Ar            |                |
| 45Cl                 | 17                   | 28                   | 44,98029(13)         | 400(40) ms        | β− (76 %)                  | 45Ar            | 3/2+#          |
| 45Cl                 | 17                   | 28                   | 44,98029(13)         | 400(40) ms        | β−, n (24 %)               | 44Ar            | 3/2+#          |
| 46Cl                 | 17                   | 29                   | 45,98421(77)         | 232(2) ms         | β−, n (60 %)               | 45Ar            |                |
| 46Cl                 | 17                   | 29                   | 45,98421(77)         | 232(2) ms         | β− (40 %)                  | 46Ar            |                |
| 47Cl                 | 17                   | 30                   | 46,98871(64)#        | 101(6) ms         | β− (97 %)                  | 47Ar            | 3/2+#          |
| 47Cl                 | 17                   | 30                   | 46,98871(64)#        | 101(6) ms         | β−, n (3 %)                | 46Ar            | 3/2+#          |
| 48Cl                 | 17                   | 31                   | 47,99495(75)#        | 100# ms [>200 ns] | β−                         | 48Ar            |                |
| 49Cl                 | 17                   | 32                   | 49,00032(86)#        | 50# ms [>200 ns]  | β−                         | 49Ar            | 3/2+#          |
| 50Cl                 | 17                   | 33                   | 50,00784(97)#        | 20# ms            | β−                         | 50Ar            |                |
| 51Cl                 | 17                   | 34                   | 51,01449(107)#       | 2# ms [>200 ns]   | β−                         | 51Ar            | 3/2+#          |

1. ↑  Abréviation :
TI : transition isomérique.
2. ↑  Isotopes stables en gras.
3. ↑  Utilisé en datation radiométrique de l'eau.

### Remarques
- Il existe des échantillons géologiques exceptionnels dont la composition isotopique est en dehors de l'échelle donnée. L'incertitude sur la masse atomique de tels spécimens peut excéder les valeurs données.
- Des matériaux disponibles dans le commerce peuvent avoir été soumis à un fractionnement isotopique involontaire ou non indiqué. Il est possible d'avoir des écarts importants entre la masse et la composition données.
- Les valeurs marquées # ne sont pas purement dérivées des données expérimentales, mais aussi au moins en partie à partir des tendances systématiques. Les spins avec des arguments d'affectation faibles sont entre parenthèses.
- Les incertitudes sont données de façon concise entre parenthèses après la décimale correspondante. Les valeurs d'incertitude dénotent un écart-type, à l'exception de la composition isotopique et de la masse atomique standard de l'IUPAC qui utilisent des incertitudes élargies.